# Liste der Monuments historiques in Châlons-en-Champagne
Die Liste der Monuments historiques in Châlons-en-Champagne führt die Monuments historiques in der französischen Stadt Châlons-en-Champagne auf.

## Liste der Immobilien
| Bezeichnung                                  | Beschreibung | Standort                                                                       | Kennzeichnung | Schutzstatus   | Datum     | Bild           |
| -------------------------------------------- | --- | ------------------------------------------------------------------------------ | ------------- | -------------- | --------- | -------------- |
| Abtei Toussaint-en-l’Île                     | Augustinerchorherrenstift, im 11. Jahrhundert gegründet, 1789 aufgelöst; dreiflüglige Klosteranlage mit Kapitelsaal, zwischen 1545 und 1565, Ostflügel von 1876 | 12 place de l’École des Arts (Lage)                                            | PA00078617    | Classé Inscrit | 1936 2012 | weitere Bilder |
| Bastion d’Aumale                             | von 1563 bis 1573 erbaut | Allée Saint-Jean (Lage)                                                        | PA00078608    | Inscrit        | 1929      | weitere Bilder |
| Kathedrale Saint-Étienne                     | ab dem frühen 12. Jahrhundert | Place Saint-Étienne Rue de la Marne Rue René-Popelin (Lage)                    | PA00078610    | Classé         | 1862      | weitere Bilder |
| Mittelalterliche Keller                      | unter der Galerie Saint-Germain; Weinkeller, erste Hälfte des 13. und 15. Jahrhundert                                                                           | 4 rue de la Marne (Lage)                                                       | PA00135311    | Inscrit        | 1995      | weitere Bilder |
| Château Jaquesson                            | von 1863 bis 1866 erbaut, Architekt Eugène Viollet-le-Duc | 116 avenue Paris (Lage)                                                        | PA00078611    | Inscrit        | 1980      | weitere Bilder |
| Grab von Alexandre Brzostowski               | bezeichnet 1821 | 6 boulevard Léon Blum, auf dem Westfriedhof (Lage)                             | PA00078923    | Inscrit        | 1991      | weitere Bilder |
| Zirkus                                       | Ende des 19. Jahrhunderts erbaut, Architekt Louis Gillet | 1ter avenue Maréchal Leclerc (Lage)                                            | PA00078612    | Inscrit        | 1984      | weitere Bilder |
| Porte Imare                                  | auch Porte des Lormiers, Zugang zum Kanonikerviertel; 1255 erbaut                                                                                               | 14, 16 rue des Juifs (Lage)                                                    | PA00125382    | Inscrit        | 1993      | weitere Bilder |
| Stiftskirche Notre-Dame-en-Vaux              | aus dem 12. und 13. Jahrhundert; einschließlich der Reste des Kreuzganges                                                                                       | Rue de Vaux Quai Notre-Dame (Lage)                                             | PA00078618    | Classé         | 1840 1975 | weitere Bilder |
| Franziskanerkloster                          | Portal, bezeichnet 1674 | Rue des Cordeliers (Lage)                                                      | PA00078613    | Inscrit        | 1934      | weitere Bilder |
| Kloster der Augustiner-Chorfrauen            | aus dem 17. Jahrhundert | Rue Grande-Étape (Lage)                                                        | PA00078614    | Inscrit        | 1938      | weitere Bilder |
| École nationale supérieure d’arts et métiers | ehemaliges Großes Seminar und ehemaliges Kloster der Dames Régentes, Ende des 17. Jahrhunderts, im 19. Jahrhundert umgebaut                                     | 1bis et 3 rue de la Rochefoucault-Liancourt 2, 4, 8 rue Saint-Dominique (Lage) | PA00078616    | Classé Inscrit | 1984 1997 | weitere Bilder |
| Kirche Saint-Alpin                           | ab dem 12. Jahrhundert | Rue des Lombards Rue Saint-Alpin (Lage)                                        | PA00078619    | Classé         | 1862      | weitere Bilder |
| Kirche Saint-Jean                            | ab dem 11. Jahrhundert | Place Saint-Jean Rue Jean-Jacques-Rousseau (Lage)                              | PA00078620    | Classé         | 1862      | weitere Bilder |
| Kirche Saint-Loup                            | ab dem 14. Jahrhundert | Rue des Martyrs-de-la-Résistance (Lage)                                        | PA00078621    | Classé Inscrit | 1981      | weitere Bilder |
| Hôtel de Jessaint                            | ehemals Kloster Sainte-Marie, heute Sitz des Départementsrats; aus dem 16. Jahrhundert                                                                          | 2 rue Jessaint (Lage)                                                          | PA00078652    | Classé         | 1943      | weitere Bilder |
| Hôtel particulier                            | aus dem 17. und 18. Jahrhundert | 10 rue de Chastillon (Lage)                                                    | PA00078624    | Inscrit        | 1983      | weitere Bilder |
| Hôtel Dubois de Crancé                       | Mitte des 17. Jahrhunderts erbaut; heute städtische Bibliothek                                                                                                  | Rue d’Orfeuil (Lage)                                                           | PA00078609    | Inscrit Classé | 1932 1941 | weitere Bilder |
| Präfektur                                    | aus dem dritten Viertel des 18. Jahrhunderts, Architekten Jean Gabriel Legendre und Nicolas Durand, im 19. Jahrhundert erweitert                                | 42 rue Carnot (Lage)                                                           | PA00078622    | Classé         | 1930      | weitere Bilder |
| Hôtel de Ville                               | zwischen 1772 und 1776 erbaut, Architekt Nicolas Durand | Rue de l’Hôtel-de-Ville Place Maréchal Foch (Lage)                             | PA00078623    | Inscrit Classé | 1932 1941 | weitere Bilder |
| Hôtel Billet                                 | im Keller bezeichnet 1562 | 5 rue Carnot (Lage)                                                            | PA00078625    | Inscrit        | 1982      |                |
| Bibliothek Georges-Pompidou                  | ehemals Hôtel de l’Écu de France; 1801 erbaut, Architekt Nicolas Durand                                                                                         | 66–68 rue Léon-Bourgeois (Lage)                                                | PA00078626    | Inscrit        | 1970      | weitere Bilder |
| Wohnhaus                                     | aus dem 16. Jahrhundert | 5 rue du Lycée (Lage)                                                          | PA00078627    | Inscrit        | 1973      |                |
| Maison de Malte                              | aus der zweiten Hälfte des 16. Jahrhunderts | 7 rue du Lycée (Lage)                                                          | PA00078628    | Inscrit        | 1974      |                |
| Maison des Œuvres                            | Hôtel particulier, Mitte des 17. Jahrhunderts | 25 rue Pasteur (Lage)                                                          | PA00078629    | Inscrit        | 1972      |                |
| Wohnhaus                                     | um 1910 erbaut; mit Einfriedung | 7–11 avenue Maréchal Leclerc (Lage)                                            | PA00078630    | Inscrit        | 1975      | weitere Bilder |
| Wohn- und Geschäftshaus                      | | 1 place du Maréchal Foch (Lage)                                                | PA00078631    | Inscrit        | 1926      |                |
| Wohn- und Geschäftshaus                      | | 2 place du Maréchal Foch (Lage)                                                | PA00078632    | Inscrit        | 1926      |                |
| Wohn- und Geschäftshaus                      | | 4 place du Maréchal Foch (Lage)                                                | PA00078633    | Inscrit        | 1926      |                |
| Wohn- und Geschäftshaus                      | | 5 place du Maréchal Foch (Lage)                                                | PA00078634    | Inscrit        | 1926      |                |
| Wohn- und Geschäftshaus                      | | 6 place du Maréchal Foch (Lage)                                                | PA00078635    | Inscrit        | 1926      |                |
| Wohn- und Geschäftshaus                      | | 7 place du Maréchal Foch (Lage)                                                | PA00078636    | Inscrit        | 1926      |                |
| Wohn- und Geschäftshaus                      | | 8 place du Maréchal Foch (Lage)                                                | PA00078637    | Inscrit        | 1926      |                |
| Wohn- und Geschäftshäuser                    | | 9–11 place du Maréchal Foch (Lage)                                             | PA00078638    | Inscrit        | 1926      |                |
| Wohn- und Geschäftshäuser                    | | 10-12 place du Maréchal Foch (Lage)                                            | PA00078639    | Inscrit        | 1926      |                |
| Wohn- und Geschäftshaus                      | | 13 place du Maréchal Foch Rue de la Marne (Lage)                               | PA00078640    | Inscrit        | 1926      |                |
| Wohn- und Geschäftshaus                      | | 14 place du Maréchal Foch (Lage)                                               | PA00078641    | Inscrit        | 1926      |                |
| Wohn- und Geschäftshaus                      | | 16 place du Maréchal Foch (Lage)                                               | PA00078642    | Inscrit        | 1926      |                |
| Wohn- und Geschäftshäuser                    | | 18–20 place du Maréchal Foch (Lage)                                            | PA00078643    | Inscrit        | 1926      |                |
| Wohn- und Geschäftshaus                      | | 22 place du Maréchal Foch (Lage)                                               | PA00078644    | Inscrit        | 1926      |                |
| Hôtel particulier                            | zwischen 1698 und 1707 erbaut; mit Ausstattung | 7 rue Pasteur (Lage)                                                           | PA51000005    | Inscrit        | 2000      |                |
| Wohn- und Geschäftshaus                      | Anfang des 17. Jahrhunderts erbaut | 1 rue Léon Bourgeois (Lage)                                                    | PA00078647    | Inscrit        | 1938      | weitere Bilder |
| Maison Royer et Granthille                   | Fachwerkanwesen, im Kern von 1773, Erweiterung und zwei Wintergärten, zweite Hälfte des 19. Jahrhunderts; mit Ausstattung                                       | 2 rue de l’Abbé-Lambert 6 rue d’Orfeuil 3 rue Saint-Alpin (Lage)               | PA51000014    | Inscrit        | 2007      | weitere Bilder |
| Maison Saint-Joseph                          | Benediktinerinnenpriorat, 1614 gegründet, 1788 aufgelöst; Gebäudebestand aus dem 17. und 18. Jahrhundert                                                        | 1 rue Saint-Joseph (Lage)                                                      | PA00135312    | Inscrit        | 1995      | weitere Bilder |
| Porte de Marne                               | auch Hemicycle; Wohn- und Geschäftshäuser, 1850, Architekten Eugène Collin und Alexis Vagny                                                                     | 89–93 rue de la Marne 40 boulevard Victor-Hugo (Lage)                          | PA00078646    | Inscrit        | 1941      | weitere Bilder |
| Kanonikerhäuser                              | aus dem 18. Jahrhundert | 1–7 place Notre-Dame (Lage)                                                    | PA00078645    | Classé         | 1975      | weitere Bilder |
| Markthalle                                   | 1882/83 erbaut, Architekt Louis Gillet | Rue Gambetta Rue Thiers (Lage)                                                 | PA00078648    | Inscrit        | 1988      | weitere Bilder |
| Windmühle                                    | vermutlich aus dem 17. Jahrhundert | Rue Émile-Morel (Lage)                                                         | PA00078649    | Inscrit        | 1975      |                |
| Musée Garinet                                | Hôtel particulier, um 1500, im 19. Jahrhundert umgebaut | 13 rue Pasteur (Lage)                                                          | PA00078650    | Inscrit        | 1980      | weitere Bilder |
| Porte Sainte-Croix                           | Stadttor, 1770, Architekt Nicolas Durand | Rue Carnot (Lage)                                                              | PA00078651    | Classé         | 1941      | weitere Bilder |
| Kloster Notre-Dame de Vinetz                 | Benediktinerinnenpriorat, 1622 in Chalons angesiedelt, 1789 aufgelöst, heute Verwaltungsgebäude; Klostergebäude einschließlich Kapelle, zwischen 1688 und 1699  | 2 rue de Vinetz (Lage)                                                         | PA00078615    | Inscrit        | 1978      | weitere Bilder |
| Cité Tirlet                                  | ehemalige Kavalleriekaserne; zwischen 1838 und 1877 erbaut, seit 1950 Verwaltungsstandort                                                                       | 5 rue de la Charrière (Lage)                                                   | PA00132586    | Inscrit        | 1994 2009 | weitere Bilder |

## Liste der Objekte
| Bezeichnung                                                                                         | Beschreibung | Standort                                           | Kennzeichnung | Schutzstatus    | Datum     | Bild           |
| --------------------------------------------------------------------------------------------------- | --- | -------------------------------------------------- | ------------- | --------------- | --------- | -------------- |
| Abschrankung                                                                                        | zwei Fragmente einer Abschrankung und ein Türflügel; Holz, 15. Jahrhundert | in der Kirche Notre-Dame-en-Vaux (Lage)            | PM51000171    | Classé          | 1911      |                |
| Grabstein des Flickschusters                                                                        | Stein, 15. Jahrhundert | in der Kirche Notre-Dame-en-Vaux (Lage)            | PM51000177    | Classé          | 1911      |                |
| Grabsteine                                                                                          | Stein, 13. und 14. Jahrhundert | in der Kirche St-Jean (Lage)                       | PM51000190    | Classé          | 1862      |                |
| Skulpturengruppe Pietà zwischen Johannes dem Täufer und dem heiligen Christophorus                  | mit zwei Stifterfiguren; Stein, 1512 | im Musée du Cloître de Notre-Dame-en-Vaux (Lage)   | PM51000215    | Classé          | 1966      |                |
| Buntglasfenster: Gastmahl bei Simon und Der heilige Nikolaus und die drei Jungfrauen                | aus dem 13. Jahrhundert | in der Kirche St-Alpin (Lage)                      | PM51000224    | Classé          | 1862      |                |
| Sieben Fragmente aus dem Kreuzgang von Notre-Dame-de-Vaux                                           | Ensemble aus PM51001349 bis PM51001355; zuvor im Bestand des Louvre | im Musée du Cloître de Notre-Dame-en-Vaux (Lage)   | PM51001348    | Classé          | 1969      |                |
| Skulptur Kopf einer Frau (1)                                                                        | Stein, 12. Jahrhundert; zuvor im Bestand des Louvre (RF 1099) | im Musée du Cloître de Notre-Dame-en-Vaux (Lage)   | PM51001349    | Classé          | 1969      |                |
| Skulptur Kopf einer verschleierten Frau                                                             | Stein, 12. Jahrhundert; zuvor im Bestand des Louvre (RF 1102) | im Musée du Cloître de Notre-Dame-en-Vaux (Lage)   | PM51001350    | Classé          | 1969      |                |
| Skulptur Kopf einer Frau (2)                                                                        | Stein, 12. Jahrhundert; zuvor im Bestand des Louvre (RF 1106) | im Musée du Cloître de Notre-Dame-en-Vaux (Lage)   | PM51001351    | Classé          | 1969      |                |
| Kapitell Kinder                                                                                     | Stein, 12. Jahrhundert; zuvor im Bestand des Louvre (RF 1094) | im Musée du Cloître de Notre-Dame-en-Vaux (Lage)   | PM51001352    | Classé          | 1969      |                |
| Kapitell Johannes der Täufer                                                                        | Stein, 12. Jahrhundert; zuvor im Bestand des Louvre (RF 1095) | im Musée du Cloître de Notre-Dame-en-Vaux (Lage)   | PM51001353    | Classé          | 1969      |                |
| Pfeiler Tugenden                                                                                    | Stein, 12. Jahrhundert; zuvor im Bestand des Louvre (RF 1105 und RF 1108) | im Musée du Cloître de Notre-Dame-en-Vaux (Lage)   | PM51001354    | Classé          | 1969      |                |
| Kapitell Hochzeit von Kana (1)                                                                      | Stein, 12. Jahrhundert; zuvor im Bestand des Louvre (RF 1111) | im Musée du Cloître de Notre-Dame-en-Vaux (Lage)   | PM51001355    | Classé          | 1969      |                |
| 107 Fragmente aus dem Kreuzgang von Notre-Dame-de-Vaux                                              | Ensemble aus PM51001356 bis PM51001460 | im Musée du Cloître de Notre-Dame-en-Vaux (Lage)   | PM51000218    | Classé          | 1962      |                |
| Kapitell mit zwei Menschen und einem Dämon                                                          | Stein, 12. Jahrhundert | im Musée du Cloître de Notre-Dame-en-Vaux (Lage)   | PM51001356    | Classé          | 1962      |                |
| Kapitell Törichte Jungfrauen                                                                        | Stein, 12. Jahrhundert; zugehörig PM51001358 und PM51001359 | im Musée du Cloître de Notre-Dame-en-Vaux (Lage)   | PM51001357    | Classé          | 1962      | weitere Bilder |
| Skulptur Törichte Jungfrau (1)                                                                      | Stein, 12. Jahrhundert | im Musée du Cloître de Notre-Dame-en-Vaux (Lage)   | PM51001358    | Classé          | 1962      | weitere Bilder |
| Skulptur Törichte Jungfrau (2)                                                                      | Stein, 12. Jahrhundert | im Musée du Cloître de Notre-Dame-en-Vaux (Lage)   | PM51001359    | Classé          | 1962      | weitere Bilder |
| Kapitell Hochzeit von Kana (2)                                                                      | Stein, 12. Jahrhundert | im Musée du Cloître de Notre-Dame-en-Vaux (Lage)   | PM51001360    | Classé          | 1962      |                |
| Kapitell Hochzeit von Kana (3)                                                                      | Stein, 12. Jahrhundert | im Musée du Cloître de Notre-Dame-en-Vaux (Lage)   | PM51001361    | Classé          | 1962      |                |
| Kapitell mit Akanthusblättern (1)                                                                   | Stein, 12. Jahrhundert | im Musée du Cloître de Notre-Dame-en-Vaux (Lage)   | PM51001362    | Classé          | 1962      |                |
| Kapitell mit Akanthusblättern (2)                                                                   | Stein, 12. Jahrhundert | im Musée du Cloître de Notre-Dame-en-Vaux (Lage)   | PM51001363    | Classé          | 1962      |                |
| Skulptur eines Kopfes (1)                                                                           | Stein, 12. Jahrhundert | im Musée du Cloître de Notre-Dame-en-Vaux (Lage)   | PM51001364    | Classé          | 1962      |                |
| Kapitell mit Akanthusblättern (3)                                                                   | Stein, 12. Jahrhundert | im Musée du Cloître de Notre-Dame-en-Vaux (Lage)   | PM51001365    | Classé          | 1962      |                |
| Kapitell Schlange                                                                                   | Stein, 12. Jahrhundert | im Musée du Cloître de Notre-Dame-en-Vaux (Lage)   | PM51001366    | Classé          | 1962      |                |
| Kapitell mit vier Menschen                                                                          | Stein, 12. Jahrhundert | im Musée du Cloître de Notre-Dame-en-Vaux (Lage)   | PM51001367    | Classé          | 1962      |                |
| Säulenschaft mit Torso eines Menschen                                                               | Stein, 12. Jahrhundert | im Musée du Cloître de Notre-Dame-en-Vaux (Lage)   | PM51001368    | Classé          | 1962      |                |
| Kapitell mit Akanthusblättern (4)                                                                   | Stein, 12. Jahrhundert | im Musée du Cloître de Notre-Dame-en-Vaux (Lage)   | PM51001369    | Classé          | 1962      |                |
| Kapitell mit Akanthusblättern (5)                                                                   | Stein, 12. Jahrhundert | im Musée du Cloître de Notre-Dame-en-Vaux (Lage)   | PM51001370    | Classé          | 1962      |                |
| Kapitell mit zwei händeschüttelnden Menschen                                                        | Stein, 12. Jahrhundert | im Musée du Cloître de Notre-Dame-en-Vaux (Lage)   | PM51001371    | Classé          | 1962      |                |
| Kapitell mit zwei an einer Blume pickenden Vögeln                                                   | Stein, 12. Jahrhundert | im Musée du Cloître de Notre-Dame-en-Vaux (Lage)   | PM51001372    | Classé          | 1962      |                |
| Skulptur von Füßen                                                                                  | Stein, 12. Jahrhundert | im Musée du Cloître de Notre-Dame-en-Vaux (Lage)   | PM51001373    | Classé          | 1962      |                |
| Fragment einer Skulptur                                                                             | Stein, 12. Jahrhundert | im Musée du Cloître de Notre-Dame-en-Vaux (Lage)   | PM51001373    | Classé          | 1962      |                |
| Skulptur einer Hand mit unbekanntem Gegenstand                                                      | Stein, 12. Jahrhundert | im Musée du Cloître de Notre-Dame-en-Vaux (Lage)   | PM51001375    | Classé          | 1962      |                |
| Skulptur eines Vogels                                                                               | Stein, 12. Jahrhundert | im Musée du Cloître de Notre-Dame-en-Vaux (Lage)   | PM51001376    | Classé          | 1962      |                |
| Skulptur eines Fußes                                                                                | Stein, 12. Jahrhundert | im Musée du Cloître de Notre-Dame-en-Vaux (Lage)   | PM51001377    | Classé          | 1962      |                |
| Kapitell mit langstieligen Blättern                                                                 | Stein, 12. Jahrhundert | im Musée du Cloître de Notre-Dame-en-Vaux (Lage)   | PM51001378    | Classé          | 1962      |                |
| Säule mit Kopf                                                                                      | Stein, 12. Jahrhundert | im Musée du Cloître de Notre-Dame-en-Vaux (Lage)   | PM51001379    | Classé          | 1962      |                |
| Kapitell mit Rankenornament                                                                         | Stein, 12. Jahrhundert | im Musée du Cloître de Notre-Dame-en-Vaux (Lage)   | PM51001380    | Classé          | 1962      |                |
| Säule mit Beinen und Fuß                                                                            | Stein, 12. Jahrhundert | im Musée du Cloître de Notre-Dame-en-Vaux (Lage)   | PM51001381    | Classé          | 1962      |                |
| Skulptur eines Körpers                                                                              | Stein, 12. Jahrhundert | im Musée du Cloître de Notre-Dame-en-Vaux (Lage)   | PM51001382    | Classé          | 1962      |                |
| Säule mit Füßen                                                                                     | Stein, 12. Jahrhundert | im Musée du Cloître de Notre-Dame-en-Vaux (Lage)   | PM51001383    | Classé          | 1962      |                |
| Kapitell mit Akanthusblättern (6)                                                                   | Stein, 12. Jahrhundert | im Musée du Cloître de Notre-Dame-en-Vaux (Lage)   | PM51001384    | Classé          | 1962      |                |
| Fragment eines flachen Torsos (1)                                                                   | Stein, 12. Jahrhundert | im Musée du Cloître de Notre-Dame-en-Vaux (Lage)   | PM51001385    | Classé          | 1962      |                |
| Fragment eines flachen Torsos (2)                                                                   | Stein, 12. Jahrhundert | im Musée du Cloître de Notre-Dame-en-Vaux (Lage)   | PM51001386    | Classé          | 1962      |                |
| Fragment eines flachen Torsos (3)                                                                   | Stein, 12. Jahrhundert | im Musée du Cloître de Notre-Dame-en-Vaux (Lage)   | PM51001387    | Classé          | 1962      |                |
| Säule mit Fragmenten eines Menschen                                                                 | Stein, 12. Jahrhundert | im Musée du Cloître de Notre-Dame-en-Vaux (Lage)   | PM51001388    | Classé          | 1962      |                |
| Kapitell mit Falten                                                                                 | Stein, 12. Jahrhundert | im Musée du Cloître de Notre-Dame-en-Vaux (Lage)   | PM51001389    | Classé          | 1962      |                |
| Säule mit Fragmenten eines Stoffüberwurfs                                                           | Stein, 12. Jahrhundert | im Musée du Cloître de Notre-Dame-en-Vaux (Lage)   | PM51001390    | Classé          | 1962      |                |
| Kapitell mit einem Kopf                                                                             | Stein, 12. Jahrhundert | im Musée du Cloître de Notre-Dame-en-Vaux (Lage)   | PM51001391    | Classé          | 1962      |                |
| Skulptur eines Kopfes (2)                                                                           | Stein, 12. Jahrhundert | im Musée du Cloître de Notre-Dame-en-Vaux (Lage)   | PM51001392    | Classé          | 1962      |                |
| Skulptur eines Kopfes (3)                                                                           | Stein, 12. Jahrhundert | im Musée du Cloître de Notre-Dame-en-Vaux (Lage)   | PM51001393    | Classé          | 1962      |                |
| Kapitell mit bärtigem Kopf                                                                          | Stein, 12. Jahrhundert | im Musée du Cloître de Notre-Dame-en-Vaux (Lage)   | PM51001394    | Classé          | 1962      |                |
| Skulptur eines Kopfes mit Heiligenschein                                                            | Stein, 12. Jahrhundert | im Musée du Cloître de Notre-Dame-en-Vaux (Lage)   | PM51001395    | Classé          | 1962      |                |
| Säule mit einem Menschen mit Buch (1)                                                               | Stein, 12. Jahrhundert | im Musée du Cloître de Notre-Dame-en-Vaux (Lage)   | PM51001396    | Classé          | 1962      |                |
| Kapitell mit Akanthusblättern (7)                                                                   | Stein, 12. Jahrhundert | im Musée du Cloître de Notre-Dame-en-Vaux (Lage)   | PM51001397    | Classé          | 1962      |                |
| Säule mit einer Hand                                                                                | Stein, 12. Jahrhundert | im Musée du Cloître de Notre-Dame-en-Vaux (Lage)   | PM51001398    | Classé          | 1962      |                |
| Säule mit einem Menschen mit Stab                                                                   | Stein, 12. Jahrhundert | im Musée du Cloître de Notre-Dame-en-Vaux (Lage)   | PM51001399    | Classé          | 1962      |                |
| Säule mit einem Menschen im Kettenhemd (1)                                                          | Stein, 12. Jahrhundert | im Musée du Cloître de Notre-Dame-en-Vaux (Lage)   | PM51001400    | Classé          | 1962      |                |
| Säule mit einem Menschen im Kettenhemd (2)                                                          | Stein, 12. Jahrhundert | im Musée du Cloître de Notre-Dame-en-Vaux (Lage)   | PM51001401    | Classé          | 1962      |                |
| Säule mit dem Unterleib eines Menschen (1)                                                          | Stein, 12. Jahrhundert | im Musée du Cloître de Notre-Dame-en-Vaux (Lage)   | PM51001402    | Classé          | 1962      |                |
| Säule mit Falten (1)                                                                                | Stein, 12. Jahrhundert | im Musée du Cloître de Notre-Dame-en-Vaux (Lage)   | PM51001403    | Classé          | 1962      |                |
| Kapitell mit Flechtwerk (1)                                                                         | Stein, 12. Jahrhundert | im Musée du Cloître de Notre-Dame-en-Vaux (Lage)   | PM51001404    | Classé          | 1962      |                |
| Skulptur eines Kopfes (4)                                                                           | Stein, 12. Jahrhundert | im Musée du Cloître de Notre-Dame-en-Vaux (Lage)   | PM51001405    | Classé          | 1962      |                |
| Skulptur von zwei Unterarmen und Händen                                                             | Stein, 12. Jahrhundert | im Musée du Cloître de Notre-Dame-en-Vaux (Lage)   | PM51001406    | Classé          | 1962      |                |
| Skulptur eines das Schwert ziehenden Mannes                                                         | Stein, 12. Jahrhundert | im Musée du Cloître de Notre-Dame-en-Vaux (Lage)   | PM51001407    | Classé          | 1962      |                |
| Skulptur einer Reliefstickerei                                                                      | Stein, 12. Jahrhundert | im Musée du Cloître de Notre-Dame-en-Vaux (Lage)   | PM51001408    | Classé          | 1962      |                |
| Säule mit Falten (2)                                                                                | Stein, 12. Jahrhundert | im Musée du Cloître de Notre-Dame-en-Vaux (Lage)   | PM51001409    | Classé          | 1962      |                |
| Skulptur eines Kopfes mit groben Gesichtszügen                                                      | Stein, 12. Jahrhundert | im Musée du Cloître de Notre-Dame-en-Vaux (Lage)   | PM51001410    | Classé          | 1962      |                |
| Säule mit einem Kopf mit groben Gesichtszügen                                                       | Stein, 12. Jahrhundert | im Musée du Cloître de Notre-Dame-en-Vaux (Lage)   | PM51001411    | Classé          | 1962      |                |
| Säule mit dem Leib eines Menschen, eine Hand auf der Brust                                          | Stein, 12. Jahrhundert | im Musée du Cloître de Notre-Dame-en-Vaux (Lage)   | PM51001412    | Classé          | 1962      |                |
| Säule mit dem Unterleib eines Menschen (2)                                                          | Stein, 12. Jahrhundert | im Musée du Cloître de Notre-Dame-en-Vaux (Lage)   | PM51001413    | Classé          | 1962      |                |
| Säule mit Beinen (1)                                                                                | Stein, 12. Jahrhundert | im Musée du Cloître de Notre-Dame-en-Vaux (Lage)   | PM51001414    | Classé          | 1962      |                |
| Säule mit dem Leib eines Menschen                                                                   | Stein, 12. Jahrhundert | im Musée du Cloître de Notre-Dame-en-Vaux (Lage)   | PM51001415    | Classé          | 1962      |                |
| Säule mit dem Leib eines Menschen, in der linke Hand ein Kleidungsstück haltend                     | Stein, 12. Jahrhundert | im Musée du Cloître de Notre-Dame-en-Vaux (Lage)   | PM51001416    | Classé          | 1962      |                |
| Säule mit Beinen (2)                                                                                | Stein, 12. Jahrhundert | im Musée du Cloître de Notre-Dame-en-Vaux (Lage)   | PM51001417    | Classé          | 1962      |                |
| Säule mit einem bekleideten Bein                                                                    | Stein, 12. Jahrhundert | im Musée du Cloître de Notre-Dame-en-Vaux (Lage)   | PM51001418    | Classé          | 1962      |                |
| Kapitell mit Akanthusblättern (8)                                                                   | Stein, 12. Jahrhundert | im Musée du Cloître de Notre-Dame-en-Vaux (Lage)   | PM51001419    | Classé          | 1962      |                |
| Kapitell mit großen Akanthusblättern                                                                | Stein, 12. Jahrhundert | im Musée du Cloître de Notre-Dame-en-Vaux (Lage)   | PM51001420    | Classé          | 1962      |                |
| Kapitell mit Akanthusblättern (9)                                                                   | Stein, 12. Jahrhundert | im Musée du Cloître de Notre-Dame-en-Vaux (Lage)   | PM51001421    | Classé          | 1962      |                |
| Säule mit einem Menschen                                                                            | Stein, 12. Jahrhundert | im Musée du Cloître de Notre-Dame-en-Vaux (Lage)   | PM51001422    | Classé          | 1962      |                |
| Säule mit dem Unterleib eines Menschen (3)                                                          | Stein, 12. Jahrhundert | im Musée du Cloître de Notre-Dame-en-Vaux (Lage)   | PM51001423    | Classé          | 1962      |                |
| Säule mit Beinen und Füßen (1)                                                                      | Stein, 12. Jahrhundert | im Musée du Cloître de Notre-Dame-en-Vaux (Lage)   | PM51001424    | Classé          | 1962      |                |
| Säule mit einem das Schwert ziehenden Mann                                                          | Stein, 12. Jahrhundert | im Musée du Cloître de Notre-Dame-en-Vaux (Lage)   | PM51001425    | Classé          | 1962      |                |
| Säule mit einem Menschen, einen unbekannten Gegenstand haltend                                      | Stein, 12. Jahrhundert | im Musée du Cloître de Notre-Dame-en-Vaux (Lage)   | PM51001326    | Classé          | 1962      |                |
| Säule mit einer Albe und einer Kasel                                                                | Stein, 12. Jahrhundert | im Musée du Cloître de Notre-Dame-en-Vaux (Lage)   | PM51001427    | Classé          | 1962      |                |
| Säule mit einem Menschen mit Buch (2)                                                               | Stein, 12. Jahrhundert | im Musée du Cloître de Notre-Dame-en-Vaux (Lage)   | PM51001428    | Classé          | 1962      |                |
| Säule mit dem Oberkörper eines Menschen (1)                                                         | Stein, 12. Jahrhundert | im Musée du Cloître de Notre-Dame-en-Vaux (Lage)   | PM51001429    | Classé          | 1962      |                |
| Säule mit Beinen und Füßen (2)                                                                      | Stein, 12. Jahrhundert | im Musée du Cloître de Notre-Dame-en-Vaux (Lage)   | PM51001430    | Classé          | 1962      |                |
| Säule mit Beinen und Füßen (3)                                                                      | Stein, 12. Jahrhundert | im Musée du Cloître de Notre-Dame-en-Vaux (Lage)   | PM51001431    | Classé          | 1962      |                |
| Säule mit dem Oberkörper eines Menschen mit Stab und Pergamentrolle                                 | Stein, 12. Jahrhundert | im Musée du Cloître de Notre-Dame-en-Vaux (Lage)   | PM51001432    | Classé          | 1962      |                |
| Säule mit dem Oberkörper eines Menschen (2)                                                         | Stein, 12. Jahrhundert | im Musée du Cloître de Notre-Dame-en-Vaux (Lage)   | PM51001433    | Classé          | 1962      |                |
| Säule mit einer vierfingrigen Hand                                                                  | Stein, 12. Jahrhundert | im Musée du Cloître de Notre-Dame-en-Vaux (Lage)   | PM51001434    | Classé          | 1962      |                |
| Säule mit Beinen (3)                                                                                | Stein, 12. Jahrhundert | im Musée du Cloître de Notre-Dame-en-Vaux (Lage)   | PM51001435    | Classé          | 1962      |                |
| Säule mit einem Kopf mit Locken und Heiligenschein                                                  | Stein, 12. Jahrhundert | im Musée du Cloître de Notre-Dame-en-Vaux (Lage)   | PM51001436    | Classé          | 1962      |                |
| Säule mit einem bärtigen Kopf und einem Unterarm mit Phylakterion                                   | Stein, 12. Jahrhundert | im Musée du Cloître de Notre-Dame-en-Vaux (Lage)   | PM51001437    | Classé          | 1962      |                |
| Säule mit dem Oberkörper eines Menschen mit einem Vogel auf der Schulter                            | Stein, 12. Jahrhundert | im Musée du Cloître de Notre-Dame-en-Vaux (Lage)   | PM51001438    | Classé          | 1962      |                |
| Säule mit dem Oberkörper eines Menschen mit Stab                                                    | Stein, 12. Jahrhundert | im Musée du Cloître de Notre-Dame-en-Vaux (Lage)   | PM51001439    | Classé          | 1962      |                |
| Säule mit Beinen (4)                                                                                | Stein, 12. Jahrhundert | im Musée du Cloître de Notre-Dame-en-Vaux (Lage)   | PM51001440    | Classé          | 1962      |                |
| Säule mit dem Oberkörper eines Menschen, das Lamm Gottes haltend                                    | Stein, 12. Jahrhundert | im Musée du Cloître de Notre-Dame-en-Vaux (Lage)   | PM51001441    | Classé          | 1962      |                |
| Säule mit dem Unterleib eines Menschen (4)                                                          | Stein, 12. Jahrhundert | im Musée du Cloître de Notre-Dame-en-Vaux (Lage)   | PM51001442    | Classé          | 1962      |                |
| Säule mit Beinen (5)                                                                                | Stein, 12. Jahrhundert | im Musée du Cloître de Notre-Dame-en-Vaux (Lage)   | PM51001443    | Classé          | 1962      |                |
| Säule mit einem Kopf mit Heiligenschein                                                             | Stein, 12. Jahrhundert | im Musée du Cloître de Notre-Dame-en-Vaux (Lage)   | PM51001444    | Classé          | 1962      |                |
| Skulptur Akanthusblätter                                                                            | Stein, 12. Jahrhundert | im Musée du Cloître de Notre-Dame-en-Vaux (Lage)   | PM51001445    | Classé          | 1962      |                |
| Skulptur Pinienzapfen (1)                                                                           | Stein, 12. Jahrhundert | im Musée du Cloître de Notre-Dame-en-Vaux (Lage)   | PM51001446    | Classé          | 1962      |                |
| Skulptur Stängel                                                                                    | Stein, 12. Jahrhundert | im Musée du Cloître de Notre-Dame-en-Vaux (Lage)   | PM51001447    | Classé          | 1962      |                |
| Skulptur Pinienzapfen (2)                                                                           | Stein, 12. Jahrhundert | im Musée du Cloître de Notre-Dame-en-Vaux (Lage)   | PM51001448    | Classé          | 1962      |                |
| Skulptur Pinienzapfen (3)                                                                           | Stein, 12. Jahrhundert | im Musée du Cloître de Notre-Dame-en-Vaux (Lage)   | PM51001449    | Classé          | 1962      |                |
| Skulptur eines Kopfes mit geflochtenen haaren                                                       | Stein, 12. Jahrhundert | im Musée du Cloître de Notre-Dame-en-Vaux (Lage)   | PM51001450    | Classé          | 1962      |                |
| Skulptur eines Haarknotens                                                                          | Stein, 12. Jahrhundert | im Musée du Cloître de Notre-Dame-en-Vaux (Lage)   | PM51001451    | Classé          | 1962      |                |
| Skulptur Zwei Hände                                                                                 | Stein, 12. Jahrhundert | im Musée du Cloître de Notre-Dame-en-Vaux (Lage)   | PM51001452    | Classé          | 1962      |                |
| Skulptur eines Kopfes (5)                                                                           | Stein, 12. Jahrhundert | im Musée du Cloître de Notre-Dame-en-Vaux (Lage)   | PM51001453    | Classé          | 1962      |                |
| Skulptur Flechtwerk und Akanthusblätter                                                             | Stein, 12. Jahrhundert | im Musée du Cloître de Notre-Dame-en-Vaux (Lage)   | PM51001454    | Classé          | 1962      |                |
| Kapitell mit Akanthusblättern (10)                                                                  | Stein, 12. Jahrhundert | im Musée du Cloître de Notre-Dame-en-Vaux (Lage)   | PM51001455    | Classé          | 1962      |                |
| Kapitell mit Flechtwerk (2)                                                                         | Stein, 12. Jahrhundert | im Musée du Cloître de Notre-Dame-en-Vaux (Lage)   | PM51001456    | Classé          | 1962      |                |
| Skulptur eines Kopfes mit Kettenhaube                                                               | Stein, 12. Jahrhundert | im Musée du Cloître de Notre-Dame-en-Vaux (Lage)   | PM51001457    | Classé          | 1962      |                |
| Säule mit einem Menschen mit Schriftrolle                                                           | Stein, 12. Jahrhundert | im Musée du Cloître de Notre-Dame-en-Vaux (Lage)   | PM51001458    | Classé          | 1962      |                |
| Fragment eines flachen Torsos (4)                                                                   | Stein, 12. Jahrhundert | im Musée du Cloître de Notre-Dame-en-Vaux (Lage)   | PM51001459    | Classé          | 1962      |                |
| Fragment eines flachen Torsos (5)                                                                   | Stein, 12. Jahrhundert | im Musée du Cloître de Notre-Dame-en-Vaux (Lage)   | PM51001460    | Classé          | 1962      |                |
| Orgel (1)                                                                                           | Ensemble aus PM51002015 und PM51002016 | in der Kirche Notre-Dame-en-Vaux (Lage)            | PM51002014    | Inscrit         | 2011      | weitere Bilder |
| Orgelprospekt (1)                                                                                   | 1859 gebaut, Entwurf Jean-Pierre Lassus | in der Kirche Notre-Dame-en-Vaux (Lage)            | PM51002016    | Inscrit         | 2011      | weitere Bilder |
| Instrumentalteil der Orgel (1)                                                                      | 1896 von Joseph Merklin & Cie gebaut | in der Kirche Notre-Dame-en-Vaux (Lage)            | PM51002015    | Inscrit         | 2011      |                |
| Gemälde Heiliger Ignatius                                                                           | Ölfarbe auf Leinwand, 17. Jahrhundert | in der Kirche St-Loup (Lage)                       | PM51003500    | Inscrit         | 2004      |                |
| Gemälde Kreuzigung (1)                                                                              | Ölfarbe auf Holz, 17. Jahrhundert | in der Kirche St-Loup (Lage)                       | PM51003504    | Inscrit         | 2004      |                |
| Gemälde Zacharias wird aus dem Tempel vertrieben                                                    | Ölfarbe auf Leinwand, 17. Jahrhundert | in der Kirche St-Loup (Lage)                       | PM51003503    | Inscrit         | 2004      |                |
| Kruzifix (1)                                                                                        | Holz, vergoldet, 18. Jahrhundert | in der Kirche St-Loup (Lage)                       | PM51003510    | Inscrit         | 2004      |                |
| Gemälde Emmauspilger (1)                                                                            | Ölfarbe auf Leinwand, 17. oder 18. Jahrhundert; nach Tizian | in der Kirche Notre-Dame-en-Vaux (Lage)            | PM51002765    | Inscrit         | 1978      |                |
| Gemälde Jesus vor Kaiphas                                                                           | Ölfarbe auf Leinwand, 17. Jahrhundert; im Musée des Beaux-Arts et d’Archéologie deponiert                                                                                            | in der Kirche Notre-Dame-en-Vaux (Lage)            | PM51002775    | Inscrit         | 1978      |                |
| Gemälde Kreuzigung (2)                                                                              | Ölfarbe auf Leinwand, 1650; nach Philippe de Champaigne | in der Kirche St-Alpin (Lage)                      | PM51002580    | Inscrit         | 1977      |                |
| Monstranz (1)                                                                                       | Silber, vergoldet, Email, zwischen 1868 und 1890; Verbleib unbekannt | in der Kirche St-Alpin (Lage)                      | PM51003520    | Inscrit         | 2004      |                |
| Gemälde Heiliger Benedikt                                                                           | Ölfarbe auf Holz, 16. oder 17. Jahrhundert | in der Kirche St-Alpin (Lage)                      | PM51003525    | Inscrit         | 2004      |                |
| Gemälde Vision des heiligen Benedikt                                                                | Ölfarbe auf Leinwand, erste Hälfte des 18. Jahrhunderts, von François Octavien | in der Kirche St-Loup (Lage)                       | PM51002588    | Inscrit         | 1977      |                |
| Gemälde Heilige Cäcilia                                                                             | Ölfarbe auf Leinwand, erste Hälfte des 17. Jahrhunderts, von Gérard Seghers | in der Kirche St-Loup (Lage)                       | PM51002586    | Inscrit         | 1977      |                |
| Reliquiar                                                                                           | Holz, vergoldet, 1809 | in der Kirche St-Loup (Lage)                       | PM51003494    | Inscrit         | 2004      |                |
| Gemälde Kreuzigung (3)                                                                              | Ölfarbe auf Leinwand, 19. Jahrhundert; nach Peter Paul Rubens; im Musée des Beaux-Arts et d’Archéologie deponiert                                                                    | in der Kirche Notre-Dame-en-Vaux (Lage)            | PM51002777    | Inscrit         | 1978      |                |
| Orgel (2)                                                                                           | Haupteintrag für PM51001746 | in der Präfektur (Lage)                            | PM51001745    | Inscrit         | 1979      |                |
| Instrumentalteil der Orgel (2)                                                                      | 1902/03 von Charles Mutin gebaut | in der Präfektur (Lage)                            | PM51001746    | Inscrit         | 1979      |                |
| Kreuzreliquiar                                                                                      | Ebenholz, Messing, um 1820; Verbleib unbekannt | in der Kathedrale St-Étienne (Lage)                | PM51002785    | Inscrit         | 1978      |                |
| Fiacrius-und-Maurus-Reliquiar                                                                       | Holz, Bronze, um 1800; 1993 gestohlen | in der Kathedrale St-Étienne (Lage)                | PM51002794    | Inscrit         | 1978      |                |
| Gemälde Heilige Familie                                                                             | Ölfarbe auf Leinwand, 17. Jahrhundert | in der Kathedrale St-Étienne (Lage)                | PM51002780    | Inscrit         | 1978      |                |
| Sessel (1)                                                                                          | Holz, Stoff, 18. Jahrhundert | in der Kathedrale St-Étienne (Lage)                | PM51002784    | Inscrit         | 1978      |                |
| Zwei Leuchter                                                                                       | Silber, zwischen 1819 und 1838, von Jean-Charles Cahier | in der Kathedrale St-Étienne (Lage)                | PM51003484    | Inscrit         | 2004      |                |
| Kanne                                                                                               | Silber, vergoldet, zwischen 1798 und 1809; 1993 gestohlen | in der Kathedrale St-Étienne (Lage)                | PM51002791    | Inscrit         | 1978      |                |
| Skulptur eines Bischof                                                                              | Holz, farbig gefasst, 18. Jahrhundert | in der Kathedrale St-Étienne (Lage)                | PM51002793    | Inscrit         | 1978      |                |
| Wandmalerei Die vier Evangelisten                                                                   | aus dem 18. Jahrhundert | in der Kathedrale St-Étienne (Lage)                | PM51001710    | Classé          | 1862      |                |
| Gemälde Heiliger Augustinus                                                                         | Ölfarbe auf Leinwand, 1760 von Nicolas oder Jacques Wilbault | in der Kirche St-Alpin (Lage)                      | PM51000189    | Classé          | 1911      |                |
| Passionsretabel                                                                                     | Holz, farbig gefasst und vergoldet, Ende des 15. Jahrhunderts; zahlreiche Figuren 1967 gestohlen; aus der Kirche von Le Mesnil-lès-Hurlus                                            | in der Kathedrale St-Étienne (Lage)                | PM51000144    | Classé          | 1907      |                |
| Gemälde Das Jesuskind, angebetet von Maria und Josef                                                | Ölfarbe auf Leinwand, 17. Jahrhundert | in der Kirche Notre-Dame-en-Vaux (Lage)            | PM51000166    | Classé          | 1907      |                |
| Zwei Konsoltische                                                                                   | Holz, vergoldet, Marmor, 18. Jahrhundert | in der Kathedrale St-Étienne (Lage)                | PM51000149    | Classé          | 1911      |                |
| Skulptur Heiliger Christophorus                                                                     | Holz, farbig gefasst und vergoldet, Anfang des 16. Jahrhunderts | in der Kirche St-Loup (Lage)                       | PM51000193    | Classé          | 1907      |                |
| 15 Kirchenfenster                                                                                   | Ensemble aus PM51001461 bis PM51001475 | in der Kirche St-Alpin (Lage)                      | PM51001256    | Classé          | 1862      | weitere Bilder |
| Kirchenfenster Mariä Heimsuchung, Vermählung Mariens, Karl der Große und der heilige Alpinus        | aus dem 15. oder 16. Jahrhundert | in der Kirche St-Alpin (Lage)                      | PM51001461    | Classé          | 1862      |                |
| Kirchenfenster Marienleben und -litanei                                                             | aus dem 15. oder 16. Jahrhundert | in der Kirche St-Alpin (Lage)                      | PM51001462    | Classé          | 1862      |                |
| Kirchenfenster Dreifaltigkeit, Jüngstes Gericht, Grablegung, Christi Himmelfahrt und Anna selbdritt | aus dem 15. oder 16. Jahrhundert | in der Kirche St-Alpin (Lage)                      | PM51001463    | Classé          | 1862      |                |
| Kirchenfenster Passionsszenen                                                                       | aus dem 15. oder 16. Jahrhundert | in der Kirche St-Alpin (Lage)                      | PM51001464    | Classé          | 1862      |                |
| Kirchenfenster Christus opfert sich für die Welt                                                    | aus dem 15. oder 16. Jahrhundert | in der Kirche St-Alpin (Lage)                      | PM51001465    | Classé          | 1862      |                |
| Kirchenfenster Pietà und ein heiliger Bischof                                                       | aus dem 15. oder 16. Jahrhundert | in der Kirche St-Alpin (Lage)                      | PM51001466    | Classé          | 1862      |                |
| Kirchenfenster Szenen aus dem Leben der Maria Magdalena                                             | aus dem 15. oder 16. Jahrhundert | in der Kirche St-Alpin (Lage)                      | PM51001467    | Classé          | 1862      |                |
| Kirchenfenster Heiliger Andreas, heiliger Alpinus und Attila und die Schlacht von Clavijo           | aus dem 15. oder 16. Jahrhundert | in der Kirche St-Alpin (Lage)                      | PM51001468    | Classé          | 1862      |                |
| Kirchenfenster Geburt Christi und Abendmahl                                                         | aus dem 15. oder 16. Jahrhundert | in der Kirche St-Alpin (Lage)                      | PM51001469    | Classé          | 1862      |                |
| Kirchenfenster Schlacht von Clavijo und zwei Stifter                                                | aus dem 15. oder 16. Jahrhundert | in der Kirche St-Alpin (Lage)                      | PM51001470    | Classé          | 1862      |                |
| Kirchenfenster Der heilige Alpinus vor Attila                                                       | aus dem 15. oder 16. Jahrhundert | in der Kirche St-Alpin (Lage)                      | PM51001471    | Classé          | 1862      |                |
| Kirchenfenster Augustus und die Sybille                                                             | aus dem 15. oder 16. Jahrhundert | in der Kirche St-Alpin (Lage)                      | PM51001472    | Classé          | 1862      |                |
| Kirchenfenster Auferstehung                                                                         | aus dem 15. oder 16. Jahrhundert | in der Kirche St-Alpin (Lage)                      | PM51001473    | Classé          | 1862      |                |
| Kirchenfenster Johannes der Täufer                                                                  | aus dem 15. oder 16. Jahrhundert | in der Kirche St-Alpin (Lage)                      | PM51001474    | Classé          | 1862      |                |
| Kirchenfenster Wunderbare Brotvermehrung und Hochzeit von Kana                                      | aus dem 15. oder 16. Jahrhundert | in der Kirche St-Alpin (Lage)                      | PM51001475    | Classé          | 1862      |                |
| Skulptur Christus in der Rast (1)                                                                   | Stein, erste Hälfte des 16. Jahrhunderts | in der Kirche St-Alpin (Lage)                      | PM51000180    | Classé          | 1911      | weitere Bilder |
| Orgel (3)                                                                                           | Ensemble aus PM51000221 und PM51000226 | in der Kirche St-Alpin (Lage)                      | PM51001743    | Classé          | 1976 1978 | weitere Bilder |
| Orgelprospekt (2)                                                                                   | 1762 von Nicolas Dupont für das Kloster Sainte-Hoïlde in Val-d’Ornain gebaut und 1800 nach Châlons versetzt; 1864 von Alexandre und Henri Jacquet verändert                          | in der Kirche St-Alpin (Lage)                      | PM51000221    | Classé          | 1976      | weitere Bilder |
| Instrumentalteil der Orgel (3)                                                                      | 1762 von Nicolas Dupont für das Kloster Sainte-Hoïlde in Val-d’Ornain gebaut und 1800 nach Châlons versetzt; 1864 von Alexandre und Henri Jacquet verändert, danach weitere Umbauten | in der Kirche St-Alpin (Lage)                      | PM51000226    | Classé          | 1978      |                |
| Gemälde Weihe der Katedrale durch Papst Eugen III.                                                  | Ölfarbe auf Holz, 15. Jahrhundert | in der Kathedrale St-Étienne (Lage)                | PM51000146    | Classé          | 1911      |                |
| Vier Kelche, eine Patene, eine Büchse und eine Gürtelschnalle                                       | aus einem Grab; Zinn, Blei, 11. Jahrhundert | in der Kathedrale St-Étienne (Lage)                | PM51000154    | Classé          | 1952      |                |
| Zwei Engelsskulpturen                                                                               | Holz, 18. Jahrhundert | in der Kirche St-Jean (Lage)                       | PM51000191    | Classé          | 1952      |                |
| Zwei Wandteppiche mit Ansichten von Châlons                                                         | Tapisserie, 17. Jahrhundert | im Hôtel de Ville (Lage)                           | PM51000206    | Classé          | 1907      |                |
| Kanzel                                                                                              | Holz, 18. Jahrhundert | in der Kirche St-Loup (Lage)                       | PM51000233    | Classé          | 1964      |                |
| Skulptur Heiliger Alpinus                                                                           | Holz, vergoldet, 18. Jahrhundert | in der Kirche St-Alpin (Lage)                      | PM51000225    | Classé          | 1979      |                |
| Gemälde Fußwaschung                                                                                 | Ölfarbe auf Leinwand, 17. Jahrhundert | in der Kirche Notre-Dame-en-Vaux (Lage)            | PM51000238    | Classé          | 1979      |                |
| Grabsteine                                                                                          | Stein, 13. bis 16. Jahrhundert | in der Kathedrale St-Étienne (Lage)                | PM51001249    | Classé          | 1862      | weitere Bilder |
| Relief Madonna mit Kind, mit zwei Stifterfiguren und ihren Namenspatronen (1)                       | Stein, erste Hälfte des 16. Jahrhunderts | in der Kirche St-Loup (Lage)                       | PM51000197    | Classé          | 1908      |                |
| Liegefigur                                                                                          | Stein, 16. Jahrhundert | in der Kirche Notre-Dame-en-Vaux (Lage)            | PM51000173    | Classé          | 1911      |                |
| Relief Pietà zwischen zwei Stiftern, begleitet von Petrus und Johannes                              | Stein, erste Hälfte des 16. Jahrhunderts | in der Kirche St-Loup (Lage)                       | PM51000196    | Classé          | 1908      |                |
| Fries mit Menschen- und Tierdarstellungen                                                           | Stein, 12. Jahrhundert; seit 1932 im Bestand des Louvre | in der Kirche Notre-Dame-en-Vaux (Lage)            | PM51000170    | Classé          | 1911      |                |
| Glockenspiel                                                                                        | Walzenspielwerk, 1858 von Ernest-Sylvain Bollée | in der Kirche Notre-Dame-en-Vaux (Lage)            | PM51000220    | Classé          | 1989      |                |
| Grabstein für Jehan Callisson und Colette de Rouvroy                                                | Stein, bezeichnet 1500 und 1504 | in der Kirche St-Alpin (Lage)                      | PM51001255    | Classé          | 1862      |                |
| Taufbecken (1)                                                                                      | Stein, 12. Jahrhundert | in einer Kirche                                    | PM51001523    | Classé gelöscht | ? 1942    |                |
| Gemälde Herz Jesu                                                                                   | Ölfarbe auf Leinwand, 19. Jahrhundert | in der Kirche Notre-Dame-en-Vaux (Lage)            | PM51002768    | Inscrit         | 1978      |                |
| Gemälde Gottvater umgeben von Engeln                                                                | Ölfarbe auf Leinwand, 17. Jahrhundert, von Claude François (Frère Luc); im Musée des Beaux-Arts et d’Archéologie deponiert                                                           | in der Kirche Notre-Dame-en-Vaux (Lage)            | PM51002770    | Inscrit         | 1978      |                |
| Zwei Gemälde: Mariä verkündigung und Der heilige Lupus vor Chlothar                                 | Ölfarbe auf Leinwand 1782 | in der Kirche St-Loup (Lage)                       | PM51003498    | Inscrit         | 2004      |                |
| Gemälde Heiliger Hieronymus                                                                         | Ölfarbe auf Holz, 17. Jahrhundert; nach Federico Barocci | in der Kirche St-Loup (Lage)                       | PM51003505    | Inscrit         | 2004      |                |
| Gemälde Anbetung der Könige                                                                         | Ölfarbe auf Holz, 17. Jahrhundert | in der Kirche St-Loup (Lage)                       | PM51003506    | Inscrit         | 2004      |                |
| Vier Heiligenskulpturen                                                                             | Holz, um 1800 | in der Kirche St-Loup (Lage)                       | PM51003511    | Inscrit         | 2004      |                |
| Relief Petrus                                                                                       | Holz, 16. Jahrhundert | in der Kirche St-Loup (Lage)                       | PM51003509    | Inscrit         | 2004      |                |
| Gemälde Verhaftung Christi (1)                                                                      | Ölfarbe auf Leinwand, 17. Jahrhundert; Pierre Le Dart II. zugeschrieben | in der Kirche St-Alpin (Lage)                      | PM51002579    | Inscrit         | 1977      |                |
| Gemälde Christus am Ölberg (1)                                                                      | Ölfarbe auf Leinwand, 17. Jahrhundert | in der Kirche St-Alpin (Lage)                      | PM51002582    | Inscrit         | 1977      |                |
| Gemälde Kreuzigungsgruppe                                                                           | Ölfarbe auf Leinwand, 17. Jahrhundert | in der Kirche St-Alpin (Lage)                      | PM51002583    | Inscrit         | 1977      |                |
| Gemälde Salome mit dem Haupt des Täufers                                                            | Ölfarbe auf Leinwand, 17. Jahrhundert; nach Peter Paul Rubens | in der Kirche St-Alpin (Lage)                      | PM51003679    | Inscrit         | 2017      |                |
| Reliquienbüste Heiliger Vinzenz                                                                     | Holz, vergoldet, 1807 | in der Kirche St-Loup (Lage)                       | PM51003493    | Inscrit         | 2004      |                |
| Drei Reliquiare                                                                                     | Holz, vergoldet, 18. Jahrhundert | in der Kirche St-Loup (Lage)                       | PM51003495    | Inscrit         | 2004      |                |
| Skulptur Christus                                                                                   | Bronze, 13. Jahrhundert | in der Kathedrale St-Étienne (Schatzkammer) (Lage) | PM51000162    | Classé          | 1957      |                |
| Hauptaltar (1)                                                                                      | Altartisch und Baldachin; Marmor, Bronze, vergoldet, 1686, Entwurf Jules Hardouin-Mansart                                                                                            | in der Kathedrale St-Étienne (Lage)                | PM51001250    | Classé          | 1862      |                |
| Weißer Ornant                                                                                       | Kasel, Stola, Manipel und Bursa; Stoff, bestickt, zweite Hälfte 19. Jahrhundert | in der Kathedrale St-Étienne (Lage)                | PM51003487    | Inscrit         | 2004      |                |
| Drei Messkännchen                                                                                   | Silber, vergoldet, Kristallglas, 19. Jahrhundert; 1993 gestohlen | in der Kathedrale St-Étienne (Lage)                | PM51002787    | Inscrit         | 1978      |                |
| Pluviale                                                                                            | Stoff, bestickt,19. Jahrhundert | in der Kathedrale St-Étienne (Lage)                | PM51003489    | Inscrit         | 2004      |                |
| Patene                                                                                              | Silber, vergoldet, nach 1857, von Placide Poussielgue-Rusand | in der Kathedrale St-Étienne (Lage)                | PM51002782    | Inscrit         | 1978      |                |
| Armreliquiar der heiligen Margaretha                                                                | Silber, 13. Jahrhundert | in der Kathedrale St-Étienne (Schatzkammer) (Lage) | PM51000157    | Classé          | 1957      |                |
| Krankenpyxis oder Chrismarium                                                                       | Kupfer, vergoldet, Email, 13. Jahrhundert | in der Kathedrale St-Étienne (Schatzkammer) (Lage) | PM51000150    | Classé          | 1948      |                |
| Orgel (4)                                                                                           | Ensemble aus PM51001346 und PM51000217 | in der Kathedrale St-Étienne (Lage)                | PM51001742    | Classé          | 1996 1979 |                |
| Orgelprospekt (3)                                                                                   | zwischen 1839 und 1847 gebaut, Entwurf Jean-Jacques Arveuf | in der Kathedrale St-Étienne (Lage)                | PM51001346    | Classé          | 1996      |                |
| Instrumentalteil der Orgel (4)                                                                      | von 1839 bis 1847 von John Abbey gebaut, 1877 von Joseph Merklin erweitert | in der Kathedrale St-Étienne (Lage)                | PM51000217    | Classé          | 1979      |                |
| Gemälde Christus zwischen den zwei Schächern                                                        | Ölfarbe auf Leinwand, 17. Jahrhundert, von Pierre Breriette | in der Kirche Notre-Dame-en-Vaux (Lage)            | PM51000165    | Classé          | 1907      |                |
| Skulptur Madonna mit Kind                                                                           | Marmor, um 1745 | in der Kirche St-Alpin (Lage)                      | PM51000188    | Classé          | 1911      |                |
| Gemälde Maria und Elisabeth mit dem Jesus- und dem Johannesknaben (1)                               | Ölfarbe auf Leinwand, 18. Jahrhundert | in der Kirche Notre-Dame-en-Vaux (Lage)            | PM51000168    | Classé          | 1907      |                |
| Hirtenstab von Roger III.                                                                           | Fragment Chimärenkopf; Bronze, vergoldet, vor 1093 | in der Kathedrale St-Étienne (Schatzkammer) (Lage) | PM51000159    | Classé          | 1957      |                |
| Skulptur Heiliger Antonius                                                                          | Holz, 16. oder 17. Jahrhundert; im Musée des Beaux-Arts et d’Archéologie deponiert                                                                                                   | in der Kirche St-Loup (Lage)                       | PM51000200    | Classé          | 1952      |                |
| Kelch von Jean Pérard                                                                               | Grabbeigabe; Blei, 1483 | in der Kathedrale St-Étienne (Lage)                | PM51000161    | Classé          | 1957      |                |
| Sofa                                                                                                | Holz, Stoff, 18. Jahrhundert | in der Präfektur (Lage)                            | PM51000248    | Classé          | 1964      |                |
| Zwei Reliefs: Büsten                                                                                | Holz, vergoldet, 18. Jahrhundert | in der Kirche St-Loup (Lage)                       | PM51000230    | Classé          | 1979      |                |
| Gemälde Anbetung der Hirten                                                                         | Ölfarbe auf Holz, 16. Jahrhundert | in der Kirche St-Loup (Lage)                       | PM51000229    | Classé          | 1979      |                |
| Gemälde Marienkrönung                                                                               | Ölfarbe auf Leinwand, 17. Jahrhundert | in der Kirche St-Jean (Lage)                       | PM51000228    | Classé          | 1966      |                |
| Kreuzweg                                                                                            | Gusseisen, versilbert und vergoldet, Ende des 19. Jahrhunderts | in der Kathedrale St-Étienne (Lage)                | PM51002796    | Inscrit         | 1978      |                |
| Skulptur Christus in der Rast (2)                                                                   | Stein, farbig gefasst, 17. Jahrhundert | in der Kathedrale St-Étienne (Lage)                | PM51000216    | Classé          | 1974      |                |
| Gemälde Die heilige Familie mit dem Johannesknaben                                                  | Ölfarbe auf Leinwand, um 1600; nach Giulio Romano | in der Kirche St-Alpin (Lage)                      | PM51000184    | Classé          | 1911      |                |
| Grabstein für Jeannette La Sainure und Marguerite Le Sayne                                          | Stein, bezeichnet 1347 und 1349 | in der Kirche St-Alpin (Lage)                      | PM51001254    | Classé          | 1862      |                |
| Triptychon Anbetung der Könige, Johannes der Täufer, heiliger Ludwig                                | Ölfarbe auf Holz, erste Hälfte des 16. Jahrhunderts, Pieter Coecke van Aelst zugeschrieben; in der Kirche Notre-Dame-en-Vaux deponiert                                               | in der Kirche St-Loup (Lage)                       | PM51000195    | Classé          | 1907      |                |
| Skulptur Heiliger Jakobus                                                                           | Holz, wohl aus dem 18. Jahrhundert | in der Kirche St-Loup (Lage)                       | PM51000201    | Classé          | 1952      |                |
| Skulptur Heiliger Lupus (1)                                                                         | Holz, 16. Jahrhundert | in der Kirche St-Loup (Lage)                       | PM51003758    | Inscrit         | 2004      |                |
| Gemälde Maria und Elisabeth mit dem Jesus- und dem Johannesknaben (2)                               | Ölfarbe auf Leinwand, 17. Jahrhundert; nach Tizian; im Musée des Beaux-Arts et d’Archéologie deponiert                                                                               | in der Kirche Notre-Dame-en-Vaux (Lage)            | PM51002769    | Inscrit         | 1978      |                |
| Gemälde Ecce homo (1)                                                                               | Ölfarbe auf Leinwand, 17. oder 19. Jahrhundert; im Musée des Beaux-Arts et d’Archéologie deponiert                                                                                   | in der Kirche Notre-Dame-en-Vaux (Lage)            | PM51002771    | Inscrit         | 1978      |                |
| Gemälde Bischof                                                                                     | Ölfarbe auf Leinwand, wohl aus dem 18. Jahrhundert; im Musée des Beaux-Arts et d’Archéologie deponiert                                                                               | in der Kirche Notre-Dame-en-Vaux (Lage)            | PM51002772    | Inscrit         | 1978      |                |
| Zwei Gemälde Engel                                                                                  | Ölfarbe auf Holz, 17. Jahrhundert, von Claude François (Frère Luc) | in der Kirche Notre-Dame-en-Vaux (Lage)            | PM51002776    | Inscrit         | 1978      |                |
| Gemälde Verhaftung Christi (2)                                                                      | Ölfarbe auf Leinwand, 17. Jahrhundert; im Musée des Beaux-Arts et d’Archéologie deponiert                                                                                            | in der Kirche Notre-Dame-en-Vaux (Lage)            | PM51002773    | Inscrit         | 1978      |                |
| Gemälde Maria mit dem Jesus- und dem Johannesknaben                                                 | Ölfarbe auf Leinwand, wohl aus dem 17. Jahrhundert | in der Kirche St-Alpin (Lage)                      | PM51002576    | Inscrit         | 1977      |                |
| Altarglöckchen                                                                                      | Bronze, bezeichnet 1653 | in der Kirche St-Alpin (Lage)                      | PM51003514    | Inscrit         | 2004      |                |
| Gemälde Geiselung Christi                                                                           | Ölfarbe auf Leinwand, 1633, von Pierre Ledart II.; nach Jacopo Palma d. J. | in der Kirche St-Alpin (Lage)                      | PM51002581    | Inscrit         | 1977      |                |
| Kelch (1)                                                                                           | Silber, vergoldet, zwischen 1838 und 1847, von Alexis Renaud | in der Kirche St-Alpin (Lage)                      | PM51003516    | Inscrit         | 2004      |                |
| Gemälde Martyrium des heiligen Stefan                                                               | Ölfarbe auf Leinwand, 18. Jahrhundert; nach Charles Le Brun | in der Kirche St-Loup (Lage)                       | PM51002584    | Inscrit         | 1977      |                |
| Gemälde Heiliger Franziskus von Assisi vor dem Kreuz                                                | Ölfarbe auf Leinwand, 18. Jahrhundert | in der Kirche St-Loup (Lage)                       | PM51003501    | Inscrit         | 2004      |                |
| Gemälde Madonna mit Kind vor einer Landschaft                                                       | Ölfarbe auf Leinwand, 18. Jahrhundert | in der Kirche St-Loup (Lage)                       | PM51003502    | Inscrit         | 2004      |                |
| Kommode                                                                                             | Holz, 18. Jahrhundert | in der Bibliothek Georges-Pompidou (Lage)          | PM51002779    | Inscrit         | 1978      |                |
| Hirtenstab (1)                                                                                      | Kupfer, 13. Jahrhundert | in der Kathedrale St-Étienne (Lage)                | PM51000152    | Classé          | 1948      |                |
| Vier Kelche                                                                                         | Silber, erste Hälfte des 19. Jahrhunderts; 1993 gestohlen | in der Kathedrale St-Étienne (Lage)                | PM51002788    | Inscrit         | 1978      |                |
| Skulptur Maria Immaculata                                                                           | Kupfer, versilbert und vergoldet, 19. Jahrhundert; nach Bartolomé Esteban Murillo | in der Kathedrale St-Étienne (Lage)                | PM51002792    | Inscrit         | 1978      |                |
| Prozessionskreuz                                                                                    | Silber, zwischen 1819 und 1838, von Jean-Charles Cahier | in der Kathedrale St-Étienne (Lage)                | PM51003485    | Inscrit         | 2004      |                |
| Gemälde Christus am Ölberg (2)                                                                      | Ölfarbe auf Leinwand, 19. Jahrhundert; im Musée des Beaux-Arts et d’Archéologie deponiert                                                                                            | in der Kirche Notre-Dame-en-Vaux (Lage)            | PM51002766    | Inscrit         | 1978      |                |
| Hirtenstab (2)                                                                                      | Kupfer, 13. Jahrhundert | in der Kathedrale St-Étienne (Schatzkammer) (Lage) | PM51000158    | Classé          | 1957      |                |
| Gemälde Christus und Veronika                                                                       | Ölfarbe auf Leinwand, 17. Jahrhundert, von Claude François (Frère Luc) | in der Kirche Notre-Dame-en-Vaux (Lage)            | PM51000169    | Classé          | 1907      |                |
| Kapitelle und Skulpturen                                                                            | diverse Fragmente; Stein, 12. bis 16. Jahrhundert | in der Kirche Notre-Dame-en-Vaux (Lage)            | PM51000175    | Classé Inscrit  | 1911      |                |
| Kirchenfenster (1)                                                                                  | aus dem 16. Jahrhundert | in der Kirche Notre-Dame-en-Vaux (Lage)            | PM51000164    | Classé          | 1840      | weitere Bilder |
| Gemälde Der heilige Lupus unterstellt sich dem heiligen Honoratus                                   | Ölfarbe auf Leinwand, 18. Jahrhundert | in der Kirche St-Loup (Lage)                       | PM51000199    | Classé          | 1911      |                |
| Weihwasserbecken                                                                                    | Stein, 15. Jahrhundert | in der Kathedrale St-Étienne (Lage)                | PM51000141    | Classé          | 1862      |                |
| Hauptaltar (2)                                                                                      | Altartisch und Altarausstattung; Marmor, Holz, vergoldet, 1805 | in der Kirche St-Loup (Lage)                       | PM51000213    | Classé          | 1965      |                |
| Sieben Zelebrantenbänke                                                                             | Holz, 18. Jahrhundert | in der Kathedrale St-Étienne (Lage)                | PM51000148    | Classé          | 1911      |                |
| Gemälde Kindermord in Bethlehem                                                                     | Ölfarbe auf Leinwand, 17. Jahrhundert; nach Charles Le Brun | in der Kirche St-Loup (Lage)                       | PM51000198    | Classé          | 1911      |                |
| Gemälde Christus am Ölberg (3)                                                                      | Ölfarbe auf Leinwand, zweites Viertel des 18. Jahrhunderts, Jean Restout der Jüngere zugeschrieben                                                                                   | in der Kathedrale St-Étienne (Lage)                | PM51001729    | Classé          | 2006      |                |
| Zwei Zelebrantenbänke                                                                               | Holz, Stoff, 18. Jahrhundert | in der Kirche St-Alpin (Lage)                      | PM51000227    | Classé          | 1979      |                |
| Stuhl                                                                                               | Holz, Wollr, 18. Jahrhundert | in der Präfektur (Lage)                            | PM51000240    | Classé          | 1964      |                |
| Zwei Sofas und 18 Sessel                                                                            | Bezüge mit Szenen aus den Fabeln La Fontaines; Mahagoni, Seide, Anfang des 19. Jahrhunderts                                                                                          | in der Präfektur (Lage)                            | PM51000209    | Classé          | 1913      |                |
| Zwei Sessel (1)                                                                                     | Holz, Stoff, 18. Jahrhundert | in der Präfektur (Lage)                            | PM51000245    | Classé          | 1964      |                |
| Zwei Sessel (2)                                                                                     | Holz, Satin, 18. Jahrhundert | in der Präfektur (Lage)                            | PM51000247    | Classé          | 1964      |                |
| Hauptaltar (3)                                                                                      | Altartisch, Altaraufbau, Tabernakel und Bischofsthron; Marmor, Holz, vergoldet, 18. und 19. Jahrhundert                                                                              | in der Kirche St-Alpin (Lage)                      | PM51000214    | Classé          | 1965      |                |
| Skulptur Heiliger Andreas                                                                           | Holz, vergoldet, 18. Jahrhundert | in der Kirche St-Alpin (Lage)                      | PM51000223    | Classé          | 1979      |                |
| Sessel (2)                                                                                          | Holz, Stoff, 18. Jahrhundert | in der Präfektur (Lage)                            | PM51000242    | Classé          | 1964      |                |
| Grabstein für Jean de Gaucourt                                                                      | Stein, bezeichnet 1416 | in der Kathedrale St-Étienne (Lage)                | PM51000153    | Classé          | 1952      |                |
| Wandteppich Vegetation und Tiere                                                                    | Wolle, 17. Jahrhundert | im Hospital                                        | PM51000237    | Classé          | 1973      |                |
| Gemälde Ecce homo, mit zwei Stiftern                                                                | Ölfarbe auf Holz, bezeichnet 1551 | in der Kirche St-Alpin (Lage)                      | PM51000181    | Classé          | 1911      |                |
| Gemälde Emmausjünger                                                                                | Ölfarbe auf Leinwand, 17. Jahrhundert; nach Jean-Baptiste de Champaigne | in der Kirche St-Alpin (Lage)                      | PM51000185    | Classé          | 1911      |                |
| Drei Glocken                                                                                        | Bronze, bezeichnet 1606 und 1641 | in der Präfektur (Lage)                            | PM51000211    | Classé          | 1937      |                |
| Grabstein für Jehan de Dommartin und seine Frau                                                     | Stein, 13. Jahrhundert | in der Kirche St-Alpin (Lage)                      | PM51000178    | Classé          | 1862      |                |
| Grabstein für Raoul de Moulinchat                                                                   | Stein, bezeichnet 1343 | in der Kirche St-Alpin (Lage)                      | PM51001253    | Classé          | 1862      |                |
| Grabstein für Perresson de Courtisour, seine Frau Jeannette und ihre Kinder                         | Stein, bezeichnet 1335 und 1349 | in der Kirche St-Jean (Lage)                       | PM51001258    | Classé          | 1862      |                |
| Gemälde Christus erscheint den Frauen am Grab                                                       | Ölfarbe auf Leinwand, 17. Jahrhundert; Verbleib unbekannt | in der Kirche Notre-Dame-en-Vaux (Lage)            | PM51001347    | ? gelöscht      | ? 1959    |                |
| Hauptaltar (4)                                                                                      | Altartisch, Altaraufbau, Tabernakel und Baldachin;Stein, Holz, farbig gefasst, 19. Jahrhundert                                                                                       | in der Kirche Notre-Dame-en-Vaux (Lage)            | PM51000219    | Classé          | 1975      |                |
| Bilderrahmen                                                                                        | Holz, vergoldet, 17. oder frühes 18. Jahrhundert | in der Kirche St-Jean (Lage)                       | PM51001476    | Classé gelöscht | ? 1944    |                |
| Skulptur Heiliger Kosmas                                                                            | Stein, erste Hälfte des 16. Jahrhunderts | in einer Kirche                                    | PM51001524    | Classé gelöscht | ? 1908    |                |
| Gemälde Johannes Evangelist am Kalvarienberg                                                        | Ölfarbe auf Leinwand, 17. Jahrhundert; im Musée des Beaux-Arts et d’Archéologie deponiert                                                                                            | in der Kirche Notre-Dame-en-Vaux (Lage)            | PM51002767    | Inscrit         | 1978      |                |
| Zwei Gemälde: Heiliger Memmius und heiliger Franziskus                                              | Ölfarbe auf Holz, 17. Jahrhundert, von Claude François (Frère Luc) | in der Kirche Notre-Dame-en-Vaux (Lage)            | PM51003383    | Inscrit         | 1998      |                |
| Gemälde Hiob                                                                                        | Ölfarbe auf Leinwand, 18. Jahrhundert | in der Kirche St-Alpin (Lage)                      | PM51002578    | Inscrit         | 1977      |                |
| Kelch und Patene (1)                                                                                | Silber, vergoldet, zwischen 1809 und 1815, von Pierre Paraud | in der Kirche St-Alpin (Lage)                      | PM51003515    | Inscrit         | 2004      |                |
| Zwei Paxtafeln                                                                                      | Silber, vergoldet, zwischen 1819 und 1838, von Edmé Gelez | in der Kirche St-Alpin (Lage)                      | PM51003518    | Inscrit         | 2004      |                |
| Weihrauchfass                                                                                       | Silber, vergoldet, zwischen 1853 und 1885, von Marie Thierry | in der Kirche St-Alpin (Lage)                      | PM51003522    | Inscrit         | 2004      |                |
| Gemälde einer Frau                                                                                  | Ölfarbe auf Leinwand, 17. Jahrhundert | in der Kirche St-Jean (Lage)                       | PM51003678    | Inscrit         | 2017      |                |
| Gemälde Anbetung der Könige                                                                         | Ölfarbe auf Leinwand, 18. Jahrhundert; nach Peter Paul Rubens | in der Kirche St-Loup (Lage)                       | PM51002585    | Inscrit         | 1977      |                |
| Gemälde Die heilige Magdalena im Gebet                                                              | Ölfarbe auf Holz, 17. Jahrhundert | in der Kirche St-Loup (Lage)                       | PM51003507    | Inscrit         | 2004      |                |
| 14 Kirchenstühle                                                                                    | Holz, Ende des 18. Jahrhunderts | in der Kirche St-Loup (Lage)                       | PM51003512    | Inscrit         | 2004      |                |
| Bursa                                                                                               | Seide, 13. Jahrhundert | in der Kathedrale St-Étienne (Lage)                | PM51000151    | Classé          | 1948      |                |
| Bischöflicher Kerzenhalter                                                                          | Kupfer, vergoldet, erste Hälfte des 19. Jahrhunderts; 1993 gestohlen | in der Kathedrale St-Étienne (Lage)                | PM51002781    | Inscrit         | 1978      |                |
| Antependium Lamm Gottes                                                                             | für den Hauptaltar; Kupfer, vergoldet, 19. Jahrhundert | in der Kathedrale St-Étienne (Lage)                | PM51002798    | Inscrit         | 1978      |                |
| Zwei Messkännchen                                                                                   | Silber, vergoldet, zwischen 1809 und 1815, von Pierre Paraud | in der Kathedrale St-Étienne (Lage)                | PM51003483    | Inscrit         | 2004      |                |
| Zwei Monstranzen                                                                                    | Silber, vergoldet, 19. Jahrhundert; 1993 gestohlen | in der Kathedrale St-Étienne (Lage)                | PM51002786    | Inscrit         | 1978      |                |
| Stefanusreliquiar                                                                                   | Metall, vergoldet, 19. Jahrhundert; 1993 gestohlen | in der Kathedrale St-Étienne (Lage)                | PM51002795    | Inscrit         | 1978      |                |
| Kelch (2)                                                                                           | Silber, vergoldet, zwischen 1838 und 1847, von Alexis Renaud; 2004 als gestohlen gemeldet                                                                                            | in der Kathedrale St-Étienne (Lage)                | PM51003486    | Inscrit         | 2004      |                |
| Grüne Kasel                                                                                         | Stoff, bestickt, 19. Jahrhundert | in der Kathedrale St-Étienne (Lage)                | PM51003488    | Inscrit         | 2004      |                |
| Prozessionsfahne Heiliger Stefan                                                                    | Stoff, Farbe, Halbedelsteine, 19. Jahrhundert | in der Kathedrale St-Étienne (Lage)                | PM51003492    | Inscrit         | 2004      |                |
| Ziborium (1)                                                                                        | Silber, vergoldet, 1871; 1993 gestohlen | in der Kathedrale St-Étienne (Lage)                | PM51002790    | Inscrit         | 1978      |                |
| Grenzstein des Kapitelbezirks                                                                       | Stein, 18. Jahrhundert | in der Kathedrale St-Étienne (Lage)                | PM51003491    | Inscrit         | 2004      |                |
| Gemälde Heilige Familie                                                                             | Ölfarbe auf Leinwand, 16. Jahrhundert; nach Raffael | in der Kirche Notre-Dame-en-Vaux (Lage)            | PM51001252    | Classé          | 1907      |                |
| Mitra des heiligen Malachias                                                                        | Seide, bestickt, vor 1148; aus dem Kloster Clairvaux | in der Kathedrale St-Étienne (Schatzkammer) (Lage) | PM51000143    | Classé          | 1897      |                |
| Remigiusschrein                                                                                     | Kupfer, Email, 12. oder 13. Jahrhundert | in der Kathedrale St-Étienne (Schatzkammer) (Lage) | PM51001251    | Classé          | 1897      | weitere Bilder |
| Kirchenfenster (2)                                                                                  | vom 12. bis 16. Jahrhundert | in der Kathedrale St-Étienne (Lage)                | PM51001248    | Classé          | 1862      | weitere Bilder |
| Gemälde Darstellung des Herrn                                                                       | Ölfarbe auf Leinwand, vor 1765 | in der Kathedrale St-Étienne (Lage)                | PM51001730    | Classé          | 2006      |                |
| Vier Sessel                                                                                         | Holz, Satin, 18. Jahrhundert | in der Präfektur (Lage)                            | PM51000246    | Classé          | 1964      |                |
| Taufbecken (2)                                                                                      | Schiefer, Ende des 12. Jahrhunderts | in der Kathedrale St-Étienne (Lage)                | PM51000156    | Classé          | 1957      | weitere Bilder |
| Zwei Gemälde: Mariä Verkündigung und Lobgesang Marias                                               | Ölfarbe auf Leinwand, 1764 von Jacques Wilbault | in der Kathedrale St-Étienne (Lage)                | PM51000147    | Classé          | 1911      |                |
| Zwei Reliquienbüsten: Heiliger Lupus und heiliger Eligius                                           | Holz, vergoldet, 1807 | in der Kirche St-Loup (Lage)                       | PM51000234    | Classé          | 1977      |                |
| Gemälde Maria Magdalena verscheidet                                                                 | Ölfarbe auf Leinwand, erste Hälfte des 17. Jahrhunderts, von Simon Vouet | in der Kirche St-Loup (Lage)                       | PM51000194    | Classé          | 1907      |                |
| Drei Stühle                                                                                         | Holz, Stoff, 18. Jahrhundert | in der Präfektur (Lage)                            | PM51000241    | Classé          | 1964      |                |
| Skulptur Heiliger Elaphius                                                                          | Holz, farbig gefasst, 18. Jahrhundert | in der Kirche St-Jean (Lage)                       | PM51001477    | Classé          | 1995      |                |
| Gemälde Ecce homo (2)                                                                               | Ölfarbe auf Holz, vergoldeter Holzrahmen, 16. Jahrhundert | in der Kirche St-Loup (Lage)                       | PM51000235    | Classé          | 1975      |                |
| Gemälde Erzengel Michael                                                                            | Ölfarbe auf Leinwand, vergoldeter Holzrahmen, 1z. Jahrhundert | in der Kirche St-Alpin (Lage)                      | PM51000187    | Classé          | 1911      |                |
| Gemälde Gastmahl bei Simon                                                                          | Ölfarbe auf Leinwand, 17. Jahrhundert; im Musée des Beaux-Arts et d’Archéologie deponiert                                                                                            | in der Kirche Notre-Dame-en-Vaux (Lage)            | PM51002774    | Inscrit         | 1978      |                |
| Gemälde Kreuzabnahme                                                                                | Ölfarbe auf Holz, Ende des 15. Jahrhunderts | in der Kirche St-Alpin (Lage)                      | PM51000179    | Classé          | 1911      |                |
| Grabdenkmal mit Mariendarstellung                                                                   | Stein, Mitte des 15. Jahrhunderts | in der Kirche Notre-Dame-en-Vaux (Lage)            | PM51000172    | Classé          | 1911      |                |
| Kruzifix (2)                                                                                        | Holz, 16. Jahrhundert | in der Kirche St-Alpin (Lage)                      | PM51000182    | Classé          | 1911      |                |
| Liegefigur von Jérome de Burges                                                                     | Stein, 16. Jahrhundert | in der Kathedrale St-Étienne (Lage)                | PM51001247    | Classé          | 1862      | weitere Bilder |
| Gemälde Ecce homo (3)                                                                               | Ölfarbe auf goldgrundierter Leinwand, 16. Jahrhundert, Jacopo Ligozzi zugeschrieben                                                                                                  | in der Kirche St-Alpin (Lage)                      | PM51000183    | Classé          | 1011      |                |
| Orgel (5)                                                                                           | Haupteintrag für PM51000232 | in der Kirche St-Loup (Lage)                       | PM51001744    | Classé          | 1980      | weitere Bilder |
| Instrumentalteil der Orgel (5)                                                                      | Pfeifenwerk 1840 von Martin Wetzel erstellt, 1897 von Jacquot-Jeanpierre neu aufgebaut                                                                                               | in der Kirche St-Loup (Lage)                       | PM51000232    | Classé          | 1980      | weitere Bilder |
| Skulptur eine Bischofs mit Palmzweig                                                                | Holz, farbig gefasst, 16. Jahrhundert | in der Kirche St-Loup (Lage)                       | PM51003508    | Classé          | 2004      |                |
| Clavichord                                                                                          | aus dem 18. Jahrhundert | in der Bibliothek Georges-Pompidou (Lage)          | PM51002778    | Inscrit         | 1978      |                |
| Skulptur Heilige Pudentiana                                                                         | Kalkstein, farbig gefasst, 16. Jahrhundert | in der Kirche Ste-Pudentienne (Lage)               | PM51003680    | Inscrit         | 2017      |                |
| Kelch und Patene (2)                                                                                | Silber, vergoldet, 1623/24 von Antoine Crochet | in der Kirche Notre-Dame-en-Vaux (Lage)            | PM51003546    | Inscrit         | 2015      |                |
| Gemälde Enthauptung des Täufers                                                                     | Ölfarbe auf Leinwand, bezeichnet 1730 | in der Kirche St-Alpin (Lage)                      | PM51002575    | Inscrit         | 1977      |                |
| Gemälde Der heiligen Nikolaus als Retter aus Seenot                                                 | Ölfarbe auf Leinwand, 1823 von Jean-Baptiste Liénard | in der Kirche St-Alpin (Lage)                      | PM51002577    | Inscrit         | 1977      |                |
| Monstranz (2)                                                                                       | Silber, vergoldet, vor 1849, von Hippolyte Puche | in der Kirche St-Alpin (Lage)                      | PM51003519    | Inscrit         | 2004      |                |
| Ziborium (2)                                                                                        | Silber, vergoldet, zwischen 1828 und 1838, von Alexandre Thierry | in der Kirche St-Alpin (Lage)                      | PM51003517    | Inscrit         | 2004      |                |
| Weihrauchfass, -schiffchen und -löffel                                                              | Silber, vergoldet, zwischen 1819 und 1838, von François-Joseph Bertrand-Paraud | in der Kirche St-Alpin (Lage)                      | PM51003521    | Inscrit         | 2004      |                |
| Skulptur Heiliger Antonius                                                                          | Holz, farbig gefasst, Anfang des 19. Jahrhunderts | in der Kirche St-Alpin (Lage)                      | PM51003523    | Inscrit         | 2004      |                |
| Gemälde Mariä Verkündigung                                                                          | Ölfarbe auf Leinwand, 18. Jahrhundert | in der Kirche St-Alpin (Lage)                      | PM51003524    | Inscrit         | 2004      |                |
| Skulptur Jesuskind                                                                                  | Holz, farbig gefasst, erste Hälfte des 18. Jahrhunderts | in der Kirche St-Loup (Lage)                       | PM51002589    | Inscrit         | 1977      |                |
| Skulptur Heiliger Lupus (2)                                                                         | Kalkstein, 14. Jahrhundert | in der Kirche St-Loup (Lage)                       | PM51002587    | Inscrit         | 1977      |                |
| Skulpturengruppe Mariä Verkündigung                                                                 | Holz, farbig gefasst und vergoldet, Ende des 17. Jahrhunderts | in der Kirche St-Loup (Lage)                       | PM51003496    | Inscrit         | 2004      |                |
| Skulptur Heiliger Lupus (3)                                                                         | Holz, farbig gefasst, 16. Jahrhundert | in der Kirche St-Loup (Lage)                       | PM51003442    | Inscrit         | 2002      |                |
| Gemälde Berufung des heiligen Matthias                                                              | Ölfarbe auf Leinwand, 18. Jahrhundert | in der Kirche St-Loup (Lage)                       | PM51003497    | Inscrit         | 2004      |                |
| Zwei Gemälde: Ecce homo und Mater dolorosa                                                          | Ölfarbe auf Leinwand, Holzrahmen, 18. Jahrhundert | in der Kirche St-Loup (Lage)                       | PM51003499    | Inscrit         | 2004      |                |
| Prozessionsfahne Unsere Liebe Frau von der immerwährenden Hilfe                                     | Stoff, bestickt, 19. Jahrhundert | in der Kirche St-Loup (Lage)                       | PM51003513    | Inscrit         | 2004      |                |
| Ludwigsaltar                                                                                        | Altartisch, Retabel und Gemälde; Holz, Ölfarbe auf Leinwand, 19. Jahrhundert; Gemälde von Jean-Baptiste Liénard                                                                      | in der Kirche St-Alpin (Lage)                      | PM51003526    | Inscrit         | 2004      |                |
| Andreasaltar                                                                                        | Altartisch, Tabernakel, Retabel und Gemälde; Holz, Ölfarbe auf Leinwand, 19. Jahrhundert; Gemälde von Nicolas Perseval                                                               | in der Kirche St-Alpin (Lage)                      | PM51003527    | Inscrit         | 2004      |                |
| Kelch und Ziborium                                                                                  | Silber, erste Hälfte des 19. Jahrhunderts; 1993 gestohlen | in der Kathedrale St-Étienne (Lage)                | PM51002789    | Inscrit         | 1978      |                |
| Skulptur Mater dolorosa                                                                             | Holz, farbig gefasst, 17. oder 18. Jahrhundert | in der Kathedrale St-Étienne (Lage)                | PM51003490    | Inscrit         | 2004      |                |
| Waschbecken in der Sakristei                                                                        | Kupfer, 19. oder 20. Jahrhundert | in der Kathedrale St-Étienne (Lage)                | PM51002783    | Inscrit         | 1978      |                |
| Bischofsthron                                                                                       | Holz, 1825 | in der Kathedrale St-Étienne (Lage)                | PM51002797    | Inscrit         | 1978      |                |
| Skulptur Heiliger Leudomerus                                                                        | Holz, farbig gefasst, 18. Jahrhundert | in der Kirche St-Jean (Lage)                       | PM51000192    | Classé          | 1952      |                |
| Stuhl                                                                                               | Holz, Stoff, 18. Jahrhundert | in der Präfektur (Lage)                            | PM51000244    | Classé          | 1964      |                |
| Relief Christus im Grab                                                                             | Holz, 17. Jahrhundert | in der Kathedrale St-Étienne (Lage)                | PM51000145    | Classé          | 1911      |                |
| Drei Kanontafeln                                                                                    | Velin, 18. Jahrhundert | in der Kirche Notre-Dame-en-Vaux (Lage)            | PM51000176    | Classé          | 1911      |                |
| Bischofsring von Roger III.                                                                         | Gold, Amethyst, vor 1093; 2010/11 gestohlen | in der Kathedrale St-Étienne (Schatzkammer) (Lage) | PM51000160    | Classé          | 1957      |                |
| Ein Sofa, 14 Sessel und sechs Stühle                                                                | Holz, vergoldet, Seide, erste Hälfte des 19. Jahrhunderts | in der Präfektur (Lage)                            | PM51000210    | Classé          | 1913      |                |
| Schlafmatte des heiligen Bernhard                                                                   | Binsen, 12. Jahrhundert; aus dem Kloster Clairvaux | in der Kathedrale St-Étienne (Schatzkammer) (Lage) | PM51000155    | Classé          | 1952      |                |
| Windfang                                                                                            | Holz, 17. Jahrhundert | in der Kirche St-Loup (Lage)                       | PM51000202    | Classé          | 1952      |                |
| Gemälde Mariä Himmelfahrt                                                                           | Ölfarbe auf Leinwand, 1763 von Jean-Simon Barthélemy | in der Kirche Notre-Dame-en-vaux (Lage)            | PM51000167    | Classé          | 1907      |                |
| Gemälde Der heilige Sebastian wird von einem Engel verbunden                                        | Ölfarbe auf Leinwand, 17. Jahrhundert | in der Kirche St-Jean (Lage)                       | PM51001259    | Classé          | 1913      |                |
| Gemälde Die Ankunft des Messias                                                                     | Ölfarbe auf Leinwand, 1832 von Guillaume François Colson | in der Kathedrale St-Étienne (Lage)                | PM51001715    | Classé          | 2002      |                |
| Sessel (3)                                                                                          | Holz, Stoff, 18. Jahrhundert | in der Präfektur (Lage)                            | PM51000243    | Classé          | 1964      |                |
| Schreibtisch                                                                                        | Holz, Ebenholz, Kupfer, Bronze, vergoldet, Mitte des 18. Jahrhunderts | in der Präfektur (Lage)                            | PM51000239    | Classé          | 1964      |                |
| Gemälde Kreuztragung                                                                                | Ölfarbe auf Leinwand, vergoldeter Holzrahmen, 17. Jahrhundert; nach Jan van den Hoecke                                                                                               | in der Kirche St-Alpin (Lage)                      | PM51000186    | Classé          | 1911      |                |
| Gemälde Jonas wird vom Wal ausgespien                                                               | Ölfarbe auf Leinwand, 17. Jahrhundert | in der Kirche St-Alpin (Lage)                      | PM51000222    | Classé          | 1977      |                |
| Gemälde Porträt von Côme Clausse de Marchaumont                                                     | Ölfarbe auf Leinwand, 17. Jahrhundert | im Hospital                                        | PM51000236    | Classé          | 1974      |                |
| Kredenz                                                                                             | Holz, vergoldet, Marmor, 18. Jahrhundert | in der Kirche St-Loup (Lage)                       | PM51000231    | Classé          | 1979      |                |
| Chororgel                                                                                           | Haupteintrag für PM51002018 | in der Kirche Notre-Dame-en-vaux (Lage)            | PM51002017    | Inscrit         | 2011      |                |
| Instrumentalteil der Chororgel                                                                      | 1878 von Joseph Merklin gebaut | in der Kirche Notre-Dame-en-vaux (Lage)            | PM51002018    | Inscrit         | 2011      |                |
| Bischofsschuhe des heiligen Malachias                                                               | Maroquin, Leder, vergoldet, Seide, 12. Jahrhundert; aus dem Kloster Clairvaux | in der Kathedrale St-Étienne (Schatzkammer) (Lage) | PM51000142    | Classé          | 1897      |                |
| Relief Madonna mit Kind, mit zwei Stifterfiguren und ihren Namenspatronen (2)                       | Stein, bezeichnet 1529 | in der Kirche St-Alpin (Lage)                      | PM51001257    | Classé          | 1908      |                |
| Skulptur Haupt Christi mit Dornenkrone                                                              | Fragment eines Kruzifixus; Holz, farbig gefasst und vergoldet, 16. Jahrhundert; im Musée des Beaux-Arts et d’Archéologie deponiert                                                   | in der Kirche Notre-Dame-en-vaux (Lage)            | PM51000174    | Classé          | 1911      |                |